# Vesoljski solarni teleskop
Vesoljski solarni teleskop (angleško tudi Space Solar Telescope (SST)) je načrtovani kitajski optični vesoljski solarni teleskop. Prvič je bil predlagan leta 1990. Velik naj bi bil 1 m.